# Мейер, Эдуард Андреевич
 Эдуард Андреевич (Карлович) Мейер  (20 февраля 1859 Санкт-Петербург Российская империя — 1928) — русский зоолог, специалист по изучению кольчатых червей, профессор Казанского университета; работал ассистентом на Неаполитанской зоологической станции.

## Биография
Родился 20 февраля 1859 года в Санкт-Петербурге. Среднее образование получил в гимназии при лютеранской церкви святого Петра и Павла. В 1878 году поступил в Санкт-Петербургский университет на физико-математический факультет, по разряду естественных наук. В течение всего университетского курса работал специально у профессора Ф. В. Овсянникова и доцента М. М. Усова, впоследствии профессора Казанского университета. Окончив курс весной 1881 года, 18 января 1882 года утвержден в степени кандидата естественных наук и оставлен при Санкт-Петербургском университете на два года для приготовления к профессорскому званию.
Весной того же 1882 года отправился за границу, где в Бонне в течение летнего семестра слушал лекции по сравнительной анатомии и зоологии у профессора Лейдига и Трошеля и занимался в лаборатории профессора Лавалет-Сан-Жоржа. С конца 1882 по 1889 год работал на зоологической станции профессора Дорна в Неаполе, где с 1883 года до возвращения в Россию (в октябре 1889 года) занимал должность ассистента. 24 ноября 1889 года назначен сверхштатным хранителем зоотомического кабинета Санкт-Петербургского университета. С 1 января 1890 года сверхштатный лаборант при кафедре сравнительной анатомии и эмбриологии в Варшавском университете, а с 1 мая того же года занимал штатную должность хранителя зоотомического кабинета того же университета.
6 апреля 1891 года определен в Казанский университет сверхштатным хранителем зоотомического кабинета. 20 октября 1893 года советом Санкт-Петербургского университета утвержден в степени магистра зоологии, а 10 декабря того же года определен приват-доцентом Казанского университета. С осеннего полугодия 1894 года по поручению физико-математического факультета читал общеобязательный курс гистологии животных. 30 ноября 1898 года советом Санкт-Петербургского университета утвержден в степени доктора зоологии. С весеннего полугодия 1900 года по поручению факультета читал все лекции профессора М. М. Усова и заведывал зоотомическим кабинетом. 1 января 1902 года согласно избранию совета Казанского университета, назначен экстраординарным профессором по кафедре зоологии, сравнительной анатомии и физиологии.
Состоял действительным членом Московского общества любителей аквариума и комнатных растений.